# إيفالدو ألفيز دي سانتا روزا
إيفالدو ألفيز دي سانتا روزا (بالبرتغالية: Edvaldo Alves de Santa Rosa‏) (مواليد 26 مارس 1934) هو لاعب كرة قدم. يلعب مع منتخب البرازيل لكرة القدم. سبق له أن لعب في كأس العالم لكرة القدم مع منتخب بلاده.

## روابط خارجية
- إيفالدو ألفيز دي سانتا روزا على موقع الاتحاد الدولي (مؤرشف)  (الإنجليزية)
- إيفالدو ألفيز دي سانتا روزا على موقع قاعدة بيانات كرة القدم.إي يو (الإنجليزية)
- إيفالدو ألفيز دي سانتا روزا على موقع ناشيونال فوتبول تيمز (الإنجليزية)
- إيفالدو ألفيز دي سانتا روزا على موقع عالم كرة القدم.نت (الإنجليزية)